# Archives Volume 1: Speedball Jam
Archives Volume 1: Speedball Jam är ett hårdrocksalbum utgivet av den före detta Kiss gitarristen Vinnie Vincent, januari 2002. Plattan går mest ut på att visa hur snabbt Vinnie kan spela. Själva plattan består av en låt som är 74 min lång. Själva låten är ett par låtar ihopsatta till en. Plattan spelades in live i studion av Vinnie Vincent Invasion.

## Låtlista
1. Speedball Jam - (71.14) (Vinnie Vincent)

## Medverkande
- Vinnie Vincent - Gitarr
- Dana Strum - Elbas
- Bobby Rock - Trummor